# هیده‌کی ناگانوما
هیده‌کی ناگانوما (انگلیسی: Hideki Naganuma؛ زادهٔ ۱۶ مهٔ ۱۹۷۲) موسیقی‌دان اهل ژاپن است. وی از سال ۱۹۹۳ میلادی تاکنون مشغول فعالیت بوده‌است.